# A Szuperszörnyecskék epizódjainak listája
Ez a lista a Szuperszörnyecskék című animációs sorozat epizódjait tartalmazza.

## Évados áttekintés
| Évad | Évad | Epizódok | Eredeti sugárzás  | Eredeti sugárzás  | Magyar sugárzás   | Magyar sugárzás   |
| Évad | Évad | Epizódok | Évadpremier       | Évadfinálé        | Évadpremier       | Évadfinálé        |
| ---- | ---- | -------- | ----------------- | ----------------- | ----------------- | ----------------- |
|      | 1    | 10       | 2017. október 13. | 2017. október 13. | 2019. október 15. | 2019. október 15. |
|      | 2    | 6        | 2018. október 5.  | 2018. október 5.  | 2019. november 5. | 2019. november 5. |
|      | 3    | 6        | 2019. október 4.  | 2019. október 4.  |                   |                   |

## Epizódok

### 1. évad (2017)
| #   | #   | Eredeti cím                | Magyar cím                         | Eredeti premier   | Magyar premier    |
| --- | --- | -------------------------- | ---------------------------------- | ----------------- | ----------------- |
| 1.  | 1.  | Meet the Super Monsters    | Ismerkedés a szuperszörnyecskékkel | 2017. október 13. | 2019. október 15. |
| 1.  | 1.  | Vampires Don't Dance       | A vámpírok nem táncolnak           | 2017. október 13. | 2019. október 15. |
| 2.  | 2.  | Borrowed Trouble           | A kölcsönvett varázspálca          | 2017. október 13. | 2019. október 15. |
| 2.  | 2.  | Spell Help                 | Betűzni fontos!                    | 2017. október 13. | 2019. október 15. |
| 3.  | 3.  | Safety Fur All             | Biztonság mindenekelőtt            | 2017. október 13. | 2019. október 15. |
| 3.  | 3.  | Even Monsters Need Manners | Még a szörnyeknek is kell köszönni | 2017. október 13. | 2019. október 15. |
| 4.  | 4.  | Monsters at the Museum     | A szörnyecskék a múzeumban         | 2017. október 13. | 2019. október 15. |
| 4.  | 4.  | The Lost and the Furry One | Hova tettem?                       | 2017. október 13. | 2019. október 15. |
| 5.  | 5.  | Once in a Blue Moon        | Gyümölcskavalkád                   | 2017. október 13. | 2019. október 15. |
| 5.  | 5.  | Zombie Eyes Surprise       | A félreértett meglepetés           | 2017. október 13. | 2019. október 15. |
| 6.  | 6.  | Training Bristles          | Tévedni nem hiba                   | 2017. október 13. | 2019. október 15. |
| 6.  | 6.  | Team of One                | Együtt egymásért                   | 2017. október 13. | 2019. október 15. |
| 7.  | 7.  | Glorb the Gobbler          | Így vigyázz az állatkádra          | 2017. október 13. | 2019. október 15. |
| 7.  | 7.  | Petting Zoo Hullabaloo     | Új állatbarátok                    | 2017. október 13. | 2019. október 15. |
| 8.  | 8.  | Practice Makes Perfect     | Gyakorlat teszi a mestert          | 2017. október 13. | 2019. október 15. |
| 8.  | 8.  | Henri in Boots             | Olvasni jó!                        | 2017. október 13. | 2019. október 15. |
| 9.  | 9.  | Oh My, Pizza Pie           | A közös pizzasütés                 | 2017. október 13. | 2019. október 15. |
| 9.  | 9.  | Never Cry Werewolf         | Mentsetek meg!                     | 2017. október 13. | 2019. október 15. |
| 10. | 10. | Tricks Before Treats       | Halloweeni bonyodalmak             | 2017. október 13. | 2019. október 15. |
| 10. | 10. | Halloween Extravaganza     | Extraszuper halloween              | 2017. október 13. | 2019. október 15. |

### 2. évad (2018)
| #   | #  | Eredeti cím                      | Magyar cím                                | Eredeti premier  | Magyar cím        |
| --- | -- | -------------------------------- | ----------------------------------------- | ---------------- | ----------------- |
| 11. | 1. | Cleo Has the Answers             | Cleo tudja a válaszokat                   | 2018. október 5. | 2019. november 5. |
| 11. | 1. | Spike the Scavenger              | Spike, a kincsvadász                      | 2018. október 5. | 2019. november 5. |
| 12. | 2. | Cure for the Witchy-Ups          | A boszorkányság gyógyítása                | 2018. október 5. | 2019. november 5. |
| 12. | 2. | Stage Fright Tonight             | Ma esti lámpaláz                          | 2018. október 5. | 2019. november 5. |
| 13. | 3. | Runaway Gargoyle                 | Szökevény vízköpő                         | 2018. október 5. | 2019. november 5. |
| 13. | 3. | Project Little Wings             | Kis szárnyak projekt                      | 2018. október 5. | 2019. november 5. |
| 14. | 4. | Superpowers Swap                 | Szupererő-csere                           | 2018. október 5. | 2019. november 5. |
| 14. | 4. | Monster-preciation Night         | Szörnyváró éjszaka                        | 2018. október 5. | 2019. november 5. |
| 15. | 5. | No Moon, No Matter               | Nincs Hold, nincs probléma                | 2018. október 5. | 2019. november 5. |
| 15. | 5. | Misadventures in Monster-Sitting | Egy szörnyszitter balszerencsés kalandjai | 2018. október 5. | 2019. november 5. |
| 16. | 6. | Grrbus, the School Bus           | Grrbusz, az iskolabusz                    | 2018. október 5. | 2019. november 5. |
| 16. | 6. | The Night Nibbler                | Az éjjeli nassoló                         | 2018. október 5. | 2019. november 5. |

### 3. évad (2019)
| #   | #  | Eredeti cím                  | Magyar cím                      | Eredeti premier  | Magyar premier |
| --- | -- | ---------------------------- | ------------------------------- | ---------------- | -------------- |
| 17. | 1. | Moonlight Melody             | Holdfény melódia                | 2019. október 4. |                |
| 17. | 1. | The Impossible Seed          | A vethetetlen mag               | 2019. október 4. |                |
| 18. | 2. | Monster Heart-Friend Night   | A szívhez szóló barátság éjjele | 2019. október 4. |                |
| 19. | 3. | Lost Among the Pines         | Elveszve a Fenyvesben           | 2019. október 4. |                |
| 19. | 3. | A Mermaid in Pitchfork Pines | Sellő a Vasvilla Fenyvesben     | 2019. október 4. |                |
| 20. | 4. | Putting on a Show            | Az újraírt előadás              | 2019. október 4. |                |
| 21. | 5. | Green with Envy              | A féltékenység ördöge           | 2019. október 4. |                |
| 21. | 5. | Oops, We Shrunk the Cars     | Hoppá, összementek az autók!    | 2019. október 4. |                |
| 22. | 6. | An Ogre in Pitchfork Pines   | Vasvilla Fenyves óriása         | 2019. október 4. |                |

### Különkiadások (2018–)
| #  | #  | Eredeti cím                                   | Magyar cím                                  | Eredeti premier     | Magyar premier     |
| -- | -- | --------------------------------------------- | ------------------------------------------- | ------------------- | ------------------ |
| 1. | 1. | Super Monsters Save Halloween                 | A szuperszörnyecskék megmentik a halloweent | 2018. október 5.    |                    |
| 2. | 2. | Super Monsters and The Wishing Star           | A szuperszörnyecskék és a kívánság csillag  | 2018. december 7.   |                    |
| 3. | 3. | Super Monsters Furever Friends                | Szuperszörnyecskék és szőrmók barátaik      | 2019. április 16.   |                    |
| 4. | 4. | Super Monsters Back to School                 | Szuperszörnyecskék újra az oviban           | 2019. augusztus 16. |                    |
| 5. | 5. | Super Monsters: Vida's First Halloween        | Szuperszörnyecskék: Vida első halloweenje   | 2019. október 4.    |                    |
| 6. | 6. | Super Monsters Save Christmas                 | A szuperszörnyecskék megmentik a karácsonyt | 2019. november 26.  |                    |
| 7. | 7. | Super Monsters: The New Class                 | Szuperszörnyecskék: Az új csoport           | 2020. augusztus 1.  | 2020. augusztus 1. |
| 8. | 8. | Super Monsters: Dia de los Monsters           | Szuperszörnyecskék: Haláli szörnyek napja   | 2020. október 9.    | 2020. október 9.   |
| 9. | 9. | Super Monsters: Santa's Super Monster Helpers | Szuperszörnyecskék: Mikulás manói           | 2020. december 8.   | 2020. december 8.  |